# البثيعة (نهم)

تعديل مصدري - تعديل

البثيعة هي إحدى قرى عزلة الحنشات بمديرية نهم التابعة لمحافظة صنعاء، بلغ تعداد سكانها 32 نسمة حسب تعداد اليمن لعام 2004.